# Pràsies
Pràsies (en llatí Prasiae o Brasiae, en grec antic Πρασιαί o Βρασιαί) era una ciutat de la costa oriental de Lacònia que Pausànies descriu com la més allunyada de les ciutats d'Eleutero-Lacònia en aquesta part del país, i a uns 200 estadis per mar de Cifant. Diu també que la ciutat tenia un port, i que el seu nom derivava del soroll de les onades (Βράζειν) segons els seus habitants.
Els atenencs la van incendiar el segon any de la guerra del Peloponès (430 aC) sota el comandament de Pèricles, i el seu territori va tornar a ser saquejat pels atenencs i pels argius el 414 aC, segons Tucídides. Estrabó diu que era una de les ciutats que pertanyien als argius, i també diu que abans havia pertangut als lacedemonis. Durant el període macedoni, Pràsies va passar a mans d'Argos junt amb altres ciutats de Lacònia, però August la va restaurar i la va incloure dins a les ciutats de l'Eleutero-Lacònia.
Pausànies menciona una cova on Ino va alletar a Dionís, un temple d'Aquil·les i un altre d'Asclepi, i un petit turó on hi havia quatre figures de bronze que no feien més que un peu d'alçada. Una representava Atena, i les altres podrien ser els Dioscurs o els Coribants.
Les seves restes podrien ser a Tyró.